# Olténie

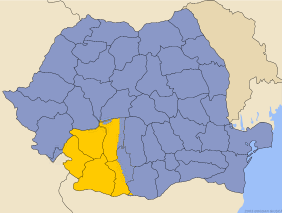
Olténie na mapě Rumunska

Olténie (rumunsky Oltenia), označovaná též jako Malé Valašsko (Mica Valahie), je rumunské historické území nalézající se na západě Valašska. Region získal své jméno podle řeky Olt, jež ho na východě odděluje od Munténie – Velkého Valašska (Marea Valahie). Na jihu a západě sahá Olténie až k Dunaji, zatímco na severu ji ohraničuje pohoří Karpaty, za nímž leží Banát a Transylvánie (Transilvania).

Malé Valašsko na mapě Rumunska s vyznačením župních hranic

Na historickém území Olténie leží nynější župy Gorj a Dolj, velká část župy Mehedinți a západní části žup Olt a Vâlcea. Největším městem oblasti je Krajova.